# مانويل جينارد
مانويل جينارد (ولد في 15 نوفمبر 1995) هو لاعب تنس محترف فرنسي. حقق أعلى تصنيف في مسيرته في الزوجي وفقًا لتصنيف اتحاد لاعبي التنس المحترفين وهو رقم 36 عالميًا في 14 أبريل 2025 وأعلى تصنيف في مسيرته في الفردي وهو رقم 134 عالميًا في 31 أكتوبر 2022. فاز مانويل بأول لقب له في جولة اتحاد لاعبي التنس المحترفين في بطولة مونتي كارلو ماسترز 2025 في الزوجي، بالشراكة مع رومان أرنيودو. ويشارك أيضًا في بطولة جولة تحدي اتحاد لاعبي التنس المحترفين، حيث فاز بـ 15 لقبًا في الزوجي ولقبين في الفردي.

## وقت مبكر من الحياة
ولد مانويل في سان مالو، وبدأ لعب التنس في سن 5-6 سنوات في نادي التنس جامعة العذراء في سان مالو تحت إشراف مدربه الأول، أوليفييه كورتو. في سن الثانية عشرة، انضم إلى برنامج دراسات التنس في كويمبيرلي، حيث تدرب من الصف الخامس إلى الصف الثالث. ثم أمضى أربعة مواسم في أكاديمية التنس الفرنسية بالقرب من جورون، ماين. انطلاقًا من شغفه بالتنس، كان يهدف إلى بناء مسيرة مهنية كلاعب محترف، حيث وضع أهدافًا طويلة المدى مثل الدخول إلى قائمة أفضل 100 لاعب في العالم. وشملت تجاربه الدولية المبكرة المشاركة في بطولتي جولة التنس العالمية للرجال التابعة للاتحاد الدولي للتنس وجولة تحدي اتحاد لاعبي التنس المحترفين، حيث نجح في تجاوز التصفيات المؤهلة. اشتهر بإرسالاته القوية وضرباته الأمامية القوية، وواصل تحسين أدائه، خاصة في التقدم إلى الشبكة. في سن التاسعة عشر، سعى مانويل للحصول على دبلوم الدولة (دبلوم الدولة في فرنسا) للتأهل كمدرب تنس بينما كان يعمل في الوقت نفسه على مسيرته التنافسية. انضم إلى مشروع فريق النخبة للتنس (TET) في سان مالو، بقيادة كريستوف كازوك، لدعم تقدمه في الدائرة المهنية.

## المسيرة المهنية

### 2019–2020: أول ظهور في البطولات الأربع الكبرى وأول فوز في الزوجي
شارك مانويل لأول مرة في الدور الرئيسي لبطولة جراند سلام في بطولة فرنسا المفتوحة 2019 بعد حصوله على بطاقة دعوة للدور الرئيسي لبطولة الزوجي، حيث كان شريكًا لآرثر ريندركنيتش.
في بطولة فرنسا المفتوحة 2020، وصل إلى الدور الثاني ليحقق أول فوز له في البطولات الأربع الكبرى في الزوجي أيضًا كمشارك في شراكة مع ريندركنيش.

### 2021: أول نهائي للتحدي، أول ظهور ضمن أفضل 250 لاعبًا
وصل إلى نهائي التحدي الأول له في بطولة بطولة أوبن دو بي دو إيكس 2021 حيث خسر أمام كارلوس تابيرنر. وصل إلى قائمة أفضل 250 لاعبًا في 8 نوفمبر 2021 في المركز 247 عالميًا.

### 2022: لقب التحدي، الظهور الأول في البطولات الكبرى وبطولات اتحاد لاعبي التنس المحترفين، ضمن أفضل 150 لاعبًا في الفردي والزوجي
وصل إلى أعلى تصنيف في مسيرته في الزوجي وهو رقم 155 عالميًا في 17 يناير 2022، بعد فوزه ببطولة ترارالجون الدولية 2022 مع زدينيك كولار. في مارس، فاز بأول لقب فردي له في بطولة تشالنجر روسيتو ديلي أبروتسي الثانية 2022 كبديل.
في أبريل، شارك لأول مرة في بطولة اتحاد لاعبي التنس المحترفين كخاسر محظوظ في بطولة برشلونة المفتوحة بانك ساباديل 2022 حيث خسر أمام هوغو ديلين. وصل إلى أعلى تصنيف فردي في مسيرته وهو رقم 151 في 25 أبريل 2022. في مايو، حصل مانويل على بطاقة دعوة للمشاركة في القرعة الرئيسية لبطولة فرنسا المفتوحة 2022 في منافسات الفردي والزوجي بالشراكة مع إنزو كواكو.
تأهل إلى الدور الرئيسي لبطولة ليون المفتوحة لعام 2022 وهزم مواطنه المصنف 68 عالميًا والمشارك ببطاقة دعوة هوغو جاستون في الجولة الأولى محققًا أول فوز له على مستوى الجولة. وفي الجولة التالية، تمكن من التغلب على مايكل موه ليصل إلى ربع النهائي لأول مرة في مسيرته. ونتيجة لذلك، وصل إلى قائمة أفضل 150 لاعبًا في التصنيف الفردي.

### 2023–2024: خمسة ألقاب في بطولة تشالنجر، ونهائيان في بطولة اتحاد لاعبي التنس المحترفين في الزوجي
في يوليو 2023، فاز مانويل ببطولة تروا الدولية للتنس 2023 كمتأهل، بعد هزيمة مواطنه كالفن هيمري في النهائي. كانت هذه أول نهائيات لمانويل في جولة تحدي اتحاد لاعبي التنس المحترفين منذ أكثر من عام، مما سمح له بالعودة إلى قائمة أفضل 300 لاعب في التصنيف الفردي. وفاز أيضًا بلقب الزوجي في نفس البطولة.
في ستة أشهر بدءًا من يونيو 2023، فاز مانويل بأربعة ألقاب تشالنجر للزوجي، ثم لقبين آخرين في يناير 2024 (خمسة من الألقاب التي فاز بها كانت مع جريجوار جاك ). في مارس 2024، فاز بسباق تشالنجر آخر في زادار أيضًا مع جاك.
دخل الثنائي الفرنسي مانويل/جاك بطولة موطنهما، بطولة فرنسا المفتوحة 2024، كبديلين، وفي أول ظهور لهما في البطولات الكبرى كفريق، هزم الزوجي الأمريكي المصنف الرابع عشر ناثانيال لامونز وجاكسون ويذرو في الجولة الأولى. وصلوا إلى الدور الثالث بفوزهم على جويدو أندريوزي ورينكي هيجيكاتا. لقد خسروا أمام الأخوين تسيتسيباس. ونتيجة لذلك، وصلت مانويل إلى قائمة أفضل 100 لاعبة في العالم في المركز 92 في منافسات الزوجي في 10 يونيو 2024.
وصل مانويل إلى نهائي بطولة اتحاد لاعبي التنس المحترفين لأول مرة مع جاك في بطولة السويد المفتوحة عام 2024 بعد هزيمة حامل اللقب والثنائي المصنف الأول ألكسندر نيدوفيسوف وجونزالو إسكوبار. لقد خسروا أمام الثنائي البرازيلي رافائيل ماتوس وأورلاندو لوز. وفي الأسبوع التالي، وصل الثنائي إلى نهائي بطولة اتحاد لاعبي التنس المحترفين للمرة الثانية في بطولة كرواتيا المفتوحة عام 2024 في أوماغ. بعد نهائي تشالنجر آخر في كاسيس، فرنسا، وصل مانويل إلى أفضل 70 لاعبًا في تصنيف الزوجي في 9 سبتمبر 2024.
في نوفمبر 2024، لعب مانويل أول بطولة فردي له ضمن جولة اتحاد لاعبي التنس المحترفين منذ أكثر من عامين من خلال الدخول في القرعة الرئيسية لبطولة موزيل المفتوحة 2024 كخاسر محظوظ، وخسر في الجولة الأولى أمام زيزو بيرجس. وفي منافسات الزوجي في نفس البطولة، خسر مع جريجوار جاك أمام الثنائي الفرنسي، مواطنيه هربرت/أوليفيتي، في ربع النهائي.

### 2025: لقب زوجي الماسترز، ضمن أفضل 40 لاعبًا
احتل مانويل المرتبة رقم 261، ودخل أيضًا كخاسر محظوظ في القرعة الرئيسية لبطولة أديلايد الدولية لعام 2025 وهزم رومان سافيولين، بعد أن دخل البطولة كبديل في مرحلة التصفيات. خسر أمام المصنف الأول تومي بول في ثلاث مجموعات.
وصل مانويل إلى الدور نصف النهائي في بطولة مونتي كارلو ماسترز 2025 بالشراكة مع رومان أرنيودو، كزوج من البطاقات البرية، وهزم روهان بوبانا وبين شيلتون. وصل إلى نهائي بطولة الماسترز لأول مرة بعد أن تغلب على المصنفين الثانيين هاري هيليوفارا وهنري باتن. فاز مانويل بلقبه الأول في بطولات اتحاد لاعبي التنس المحترفين مع أرنيودو الذي تغلب على المصنفين السابع جوليان كاش ولويد جلاسبول. وكانت هذه هي البطولة الثانية التي يشارك فيها الثنائي معًا. نتيجة لذلك، دخل مانويل ضمن أفضل 40 في 14 أبريل 2025.

## الجدول الزمني لأداء البطولات الأربع الكبرى
مفتاح
| ف | ن | ن.ن | ر.ن | د# | د.م | ل | أ.أ | ت | غ | ب | ف | ذ | م.خ | ل.ت |

(ف) فاز بالبطولة (ن) وصل النهائي (ن.ن) نصف النهائي (ر.ن) ربع النهائي (د#) الأدوار الأربعة الأولى (د.م) دور المجموعات (ل) شارك في كأس ديفيز (أ.أ) خرج من الأدوار الاولى (ت) خسر التصفيات التأهيلية (غ) غاب عن الحدث أو البطولة (ب) حصل على ميدالية برونزية (ف) حصل على ميدالية فضية (ذ) حصل على ميدالية ذهبية (م.خ) بطولة الماسترز خُفضت إلى مرتبة أقل (ل.ت) البطولة لم تعقد في السنة المعينة.
لتجنب الارتباك وازدواجية الحساب، يتم تحديث هذه المعلومات إما في نهاية البطولة، أو عندما تكون مشاركة اللاعب في البطولة قد انتهت.

### فردي
| البطولة            | 2019 | 2020 | 2021 | 2022 | 2023 | 2024 | معدل الضربات | فوز-خسارة | النتيجة |
| ------------------ | ---- | ---- | ---- | ---- | ---- | ---- | ------------ | --------- | ------- |
| افتتاح أستراليا    | م.خ  | م.خ  | م.خ  | د#   | د#   | م.خ  | 0 / 0        | 0–0       | –       |
| فتح فرنسي          | ل    | د#   | د.م  | د#   | م.خ  | د.م  | 0 / 1        | 0–1       | –       |
| ويمبلدون           | م.خ  | م.خ  | م.خ  | د#   | م.خ  | د#   | 0 / 0        | 0–0       | –       |
| المفتوحة الأمريكية | م.خ  | م.خ  | م.خ  | د#   | م.خ  | م.خ  | 0 / 0        | 0–0       | –       |
| الربح والخسارة     | 0–0  | 0–0  | 0–0  | 0–1  | 0–0  | 0–0  | 0 / 1        | 0–1       | –       |

## نهائيات مهمة

### بطولات الماسترز 1000

#### الزوجي: 1 (لقب واحد)
| نتيجة | سنة  | البطولة                    | سطح  | شريك          | المنافسون               | نتيجة                  |
| ----- | ---- | -------------------------- | ---- | ------------- | ----------------------- | ---------------------- |
| يفوز  | 2025 | بطولة مونتي كارلو للماسترز | فخار | رومان أرنيودو | جوليان كاش لويد جلاسبول | 1-6، 7-6(10-8)، [10-8] |

## نهائيات جولة اتحاد لاعبي التنس المحترفين

### الزوجي: 3 (لقب واحد، وصيف مرتين)
| أسطورة                                       |
| -------------------------------------------- |
| بطولات الجراند سلام (0–0)                    |
| بطولة الماسترز رابطة محترفي التنس 1000 (1–0) |
| رابطة محترفي التنس 500 (0–0)                 |
| رابطة محترفي التنس 250 (0–2)                 |

| النهائيات حسب السطح |
| ------------------- |
| صعب (0–0)           |
| الطين (1-2)         |
| العشب (0–0)         |

| النهائيات حسب المجموعة |
| ---------------------- |
| في الهواء الطلق (1-2)  |
| داخلي (0–0)            |

| نتيجة | و–ل | تاريخ      | البطولة                         | الطبقة      | سطح  | شريك          | المنافسون                              | نتيجة                  |
| ----- | --- | ---------- | ------------------------------- | ----------- | ---- | ------------- | -------------------------------------- | ---------------------- |
| خسارة | 0–1 | يوليو 2024 | بطولة السويد المفتوحة السويد    | سلسلة 250   | فخار | غريغوار جاك   | أورلاندو لوز رافائيل ماتوس             | 5-7، 4-6               |
| خسارة | 0–2 | يوليو 2024 | بطولة كرواتيا المفتوحة كرواتيا  | سلسلة 250   | فخار | غريغوار جاك   | جويدو أندريوزي ميغيل أنخيل رييس فاريلا | 4-6، 2-6               |
| يفوز  | 1-2 | أبريل 2025 | بطولة مونتي كارلو ماسترز موناكو | ماسترز 1000 | فخار | رومان أرنيودو | جوليان كاش لويد جلاسبول                | 1-6، 7-6(10-8)، [10-8] |

## نهائيات بطولة بطولات تحدي رابطة محترفي التنس وجولة الاتحاد الدولي للتنس

### الفردي: 15 (11 لقبًا، 4 وصيفًا)
| الأسطورة (فردية)                                        |
| ------------------------------------------------------- |
| جولة التحدي رابطة محترفي التنس (2–2)                    |
| جولة بطولات المستقبل التابعة للاتحاد الدولي للتنس (9–2) |

| العناوين حسب السطح |
| ------------------ |
| صعب (2-2)          |
| الطين (9-2)        |
| العشب (0–0)        |
| السجاد (0–0)       |

| النتيجة | (إل) | التاريخ    | البطولة                       | المستوى             | السطح    | الخصم            | النتيجة            |
| ------- | ---- | ---------- | ----------------------------- | ------------------- | -------- | ---------------- | ------------------ |
| فوز     | 1–0  | May 2018   | بوسنة وهرسكوفينا ف1، (دوبوج)  | المستقبل            | (كلاي)   | نيرمان فاتيش     | 6–3, 6–4           |
| الخسارة | 1–1  | May 2018   | السويد F3، لوند               | المستقبل            | (كلاي)   | ألكسندر ريتشارد  | 3–6, 3–6           |
| فوز     | 2–1  | Sep 2018   | هولندا F5 روتردام             | المستقبل            | (كلاي)   | نيك راسبورشيك    | 6–4, 7–6(7–3)      |
| فوز     | 3–1  | Dec 2018   | تونس F44، موناستيرالرهبان     | المستقبل            | صعبة     | عزيز دوغاز       | 7–5, 6–4           |
| الخسارة | 3–2  | Mar 2019   | M15 كوينتا دو لاجو البرتغال   | جولة التنس العالمية | صعبة     | إيفان هويت       | 4–6, 3–6           |
| فوز     | 4–2  | Jun 2019   | M25 باردوبيسي، جمهورية التشيك | جولة التنس العالمية | (كلاي)   | لوكاس كلاين      | 6–4, 5–7, 7–6(8–6) |
| فوز     | 5–2  | Nov 2019   | M15 براغ جمهورية التشيك       | جولة التنس العالمية | صعبة (i) | مايكل بربنسكي    | 7–6(7–3), 6–3      |
| فوز     | 6–2  | Dec 2019   | M15 القاهرة الثانية، مصر      | جولة التنس العالمية | (كلاي)   | لوريناس جريجليس  | 6–3, 6–2           |
| فوز     | 7–2  | Aug 2020   | M25 فوجاو النمسا              | جولة التنس العالمية | (كلاي)   | ديميتار كوزمانوف | 6–3, 6–3           |
| فوز     | 8–2  | Apr 2021   | M25 Angers، فرنسا             | جولة التنس العالمية | (كلاي)   | لوكاس كاتارينا   | 7–5, 6–4           |
| فوز     | 9–2  | May 2021   | M25 براغ جمهورية التشيك       | جولة التنس العالمية | (كلاي)   | جاك درايبر       | 6–4, 6–3           |
| الخسارة | 9–3  | يونيو 2021 | إيكس إن بروفانس فرنسا         | المحارب             | (كلاي)   | كارلوس تابرنر    | 2–6, 2–6           |
| فوز     | 10–3 | مارس 2022  | روزيتو ديلي أبروزي إيطاليا    | المحارب             | (كلاي)   | تشنغ تشون-هسين   | 6–1, 6–2           |
| فوز     | 11–3 | يوليو 2023 | (تروييس) فرنسا                | المحارب             | (كلاي)   | كالفن هيمري      | 6–3, 6–3           |
| الخسارة | 11–4 | يناير 2024 | نونتابوري تايلاند             | المحارب             | صعبة     | فالنتين فاشرو    | 5–7, 6–7(4–7)      |

### الزوجي: 30 (22 لقبًا، 8 وصيفًا)
| الأسطورة (الزوجي)                                       |
| ------------------------------------------------------- |
| جولة التحدي لرابطة محترفي التنس (15–6)                  |
| جولة بطولات المستقبل التابعة للاتحاد الدولي للتنس (7–2) |

| العناوين حسب السطح |
| ------------------ |
| صعب (5-3)          |
| الطين (17-5)       |